# Pápasalamon, Veszprém
Pápasalamon  este un sat în districtul Pápa, județul Veszprém, Ungaria, având o populație de 365 de locuitori (2011). 

## Demografie
Componența etnică a satului Pápasalamon
     Maghiari (92,11%)
     Romi (6,58%)
     Germani (1,32%)
Componența confesională a satului Pápasalamon
     Romano-catolici (79,73%)
     Fără religie (6,03%)
     Reformați (5,21%)
     Necunoscută (9,04%)
Conform recensământului din 2011, satul Pápasalamon avea 365 de locuitori. Din punct de vedere etnic, majoritatea locuitorilor (92,11%) erau maghiari, existând și minorități de romi (6,58%) și germani (1,32%).  Din punct de vedere confesional, majoritatea locuitorilor (79,73%) erau romano-catolici, existând și minorități de persoane fără religie (6,03%) și reformați (5,21%). Pentru 9,04% din locuitori nu este cunoscută apartenența confesională.